# 週刊少年Jump的增刊號
《週刊少年Jump》的增刊號是記述關於集英社的少年向漫畫雜誌《週刊少年Jump》的前身《少年Jump》的增刊號。

## 概要
《少年Jump》的增刊號發刊很早，是為了填補每月發行2次的該雜誌而發刊，隔年1969年創刊。之後改為每週發行的《週刊少年Jump》後，增刊變成為了填補新年和盂蘭盆節，作為季刊而發刊。週刊化後增刊的標題是《少年Jump》，1980年代中期使用《週刊少年JUMP Spring/Summer/Autumn/Winter Special》，1996年後改成《赤丸Jump》，2010年4月開始改名為《少年Jump NEXT!》，一年發行三次，於黃金週、盂蘭盆節、年末年初時發行。
內容由新人作家的單期作品、本誌連載（包含過去有連載經驗者）作家的單期作品與本誌連載漫畫的四格漫畫、短篇小說、刊載結束作品的完結篇等構成。季刊時代連載的漫畫《暗黑破壞神》深獲好評。
一般《週刊少年Jump》價錢約230日元左右，也許是發行部數、刊載數等原因使《赤丸Jump》比較貴（420日元左右）。
除了《赤丸Jump》外還有其他以單發、年刊、不定期刊等發行的增刊號，這些增刊號也各自取了不同的名字。

## 《赤丸Jump》以外的增刊號
Jump Novel
自1991年到1999年作為《週刊少年Jump》的特別增刊號出版的小說雜誌。除了刊登「Jump」作品的小說化和Jump小說、文藝作品大賞的受獎作品外，還有由Jump作者擔任插畫的小說刊載、連載。2002年作為《讀的Jump》一度復活。現由JUMP j-BOOKS繼承。
青丸Jump
作為2004年4月1日的特別增刊號發行。2004年2月26號發售。定價480日元。封面、卷頭特集是荒木飛呂彥。
「Jump的進化系增刊」，封面上印有「REVOLUTION#BLUE」，與隔年發行的《Jump the REVOLUTION!》有些許共通點。附有特大的海報、刊登長篇訪問等。不使用一般漫畫雜誌有顏色的紙，而使用全白的紙。
Jump Heroes
2005年6月30日發行。正式名稱是《週刊少年Jump特別編輯增刊 Jump Heroes》。收錄當時《週刊少年Jump》連載漫畫的番外篇和遊戲原作漫畫。
Jump the REVOLUTION!
2005年與2006年秋季2次發行的特別增刊號。正式名稱是《週刊少年Jump特別編輯增刊 2005年11月1日增刊 Jump the REVOLUTION!2005》、《週刊少年Jump特別編輯增刊 2006年11月1日增刊 Jump the REVOLUTION!2006》。
「Jump的進化型」，漫畫加進了與本刊和網站的連動企畫，實驗性的雜誌。
與前年發行的《青丸Jump》一樣使用白色的紙。
2005版與2006年版擔任封面插圖的是小畑健。
GO!GO!Jump
作為與《月刊少年Jump》的聯合增刊號發行，自2005年起一年發行一次。刊登《週刊少年Jump》與《月刊少年Jump》的新人新作、特別篇等。
GAG SPECIAL

### 後來獨立的雜誌
作為《週刊少年Jump》的增刊號試驗性地被創刊，之後正式作為獨立雜誌再次創刊的雜誌。
Super Jump
1986年到1988年作為《週刊少年Jump特別編輯增刊 Super Jump》發行。1988年11月號獨立成為月刊雜誌。
V Jump
1992年到1993年作為《週刊少年Jump特別編輯增刊 V Jump》4冊發行。之後獨立成月刊《V Jump》。

## 外部連結
- 週刊少年ジャンプ公式サイト （页面存档备份，存于）
- ジャンプLIVE的X（前Twitter）